# Yeh Yeh
Pour les articles homonymes, voir Yéyé et Yé-yé (Real Madrid).
Alors salut !
Yeh Yeh est un morceau initialement instrumental de latin jazz composé par Pat Patrick (en) et Rodgers Grant (en), puis adapté en chanson par plusieurs interprètes.
La première version instrumentale paraît sur l'album Watermelon Man! du musicien cubain Mongo Santamaría en 1963. La même année, Jon Hendricks écrit des paroles et interprète la première version chantée avec son groupe Lambert, Hendricks & Bavan.
En 1965, le chanteur Georgie Fame reprend la chanson dans un style plus rock avec son groupe Georgie Fame and the Blue Flames (en) et atteint la première place des ventes au Royaume-Uni, mettant fin à cinq semaines de présence en tête de I Feel Fine des Beatles. Cette même année, Claude François l'adapte en français avec des arrangements de Christian Chevallier et des paroles de Vline Buggy sous le titre Alors salut ! et atteint la huitième place du classement de Salut les copains.
Le groupe britannique Matt Bianco la reprend en 1985. Sa version reste 10 semaines au classement avec une meilleure place à la treizième position.